# Rio Cheiţa (Teleajen)
O Rio Cheiţa é um rio da Romênia, afluente do Teleajen, localizado no distrito de Prahova.